# Holomelina
Holomelina este un gen de insecte lepidoptere din familia Arctiidae.

## Specii[1]
- Holomelina arbela
- Holomelina aurantiaca
- Holomelina belfragei
- Holomelina belmaria
- Holomelina bimaculata
- Holomelina brevicornis
- Holomelina buchholzi
- Holomelina calera
- Holomelina cetes
- Holomelina choriona
- Holomelina cocciniceps
- Holomelina consors
- Holomelina costata
- Holomelina cyana
- Holomelina diminutiva
- Holomelina disparilis
- Holomelina erytrina
- Holomelina esula
- Holomelina ferruginosa
- Holomelina flava
- Holomelina fragilis
- Holomelina heros
- Holomelina immaculata
- Holomelina intermedia
- Holomelina laeta
- Holomelina lamae
- Holomelina latus
- Holomelina loti
- Holomelina lunulata
- Holomelina marginata
- Holomelina mathani
- Holomelina metazonata
- Holomelina mirma
- Holomelina nigricans
- Holomelina nigrifera
- Holomelina obscura
- Holomelina opella
- Holomelina opelloides
- Holomelina ostenta
- Holomelina pallicornis
- Holomelina pallipennis
- Holomelina pamphylia
- Holomelina parvula
- Holomelina polyphron
- Holomelina pomponia
- Holomelina quinaria
- Holomelina rogersi
- Holomelina rosa
- Holomelina rubicundaria
- Holomelina rubricosta
- Holomelina rubropicta
- Holomelina semirosea
- Holomelina tenuicincta
- Holomelina testata
- Holomelina treatii
- Holomelina trigonifera
- Holomelina trimaculosa